# Condado de Brzesko
Não confunda com o Condado de Brzeg, que tem o mesmo nome em polonês.
Nota linguística: Não confundir hrabstwo (condado) com powiat (divisão administrativa)..
Brzesko (em polonês: powiat brzeski) é um powiat (condado) da Polônia, na voivodia de Pequena Polônia. A sede do condado é a cidade de Brzesko. Estende-se por uma área de 590 km², com 89 985 habitantes, segundo o censo de 2005, com uma densidade de 152,52 hab/km².

## Divisões admistrativas
O condado possui:
Comunas urbana-rurais: Brzesko, Czchów
Comunas rurais: Borzęcin, Dębno, Gnojnik, Iwkowa, Szczurowa
Cidades: Brzesko, Czchów

## Demografia
População (dados de 30 de Junho de 2005):
|          | Total   | Total | Mulheres | Mulheres | Homens  | Homens |
| -------- | ------- | ----- | -------- | -------- | ------- | ------ |
|          | pessoas | %     | pessoas  | %        | pessoas | %      |
| Total    | 89 985  | 100   | 45 596   | 50,7     | 44 389  | 49,3   |
| Cidades  | 19 095  | 100   | 9 868    | 51,7     | 9 227   | 48,3   |
| Povoados | 70 890  | 100   | 35 728   | 50,4     | 35 162  | 49,6   |